# Cedicoides parthus
Cedicoides parthus är en spindelart som först beskrevs av Victor Fet 1993.  Cedicoides parthus ingår i släktet Cedicoides och familjen vattenspindlar.
Artens utbredningsområde är Turkmenistan. Inga underarter finns listade i Catalogue of Life.